# Nemszám
A matematikában nemszámnak több, egymáshoz közel álló jellemzőt nevezünk.

## Topológia

### Irányítható felületek

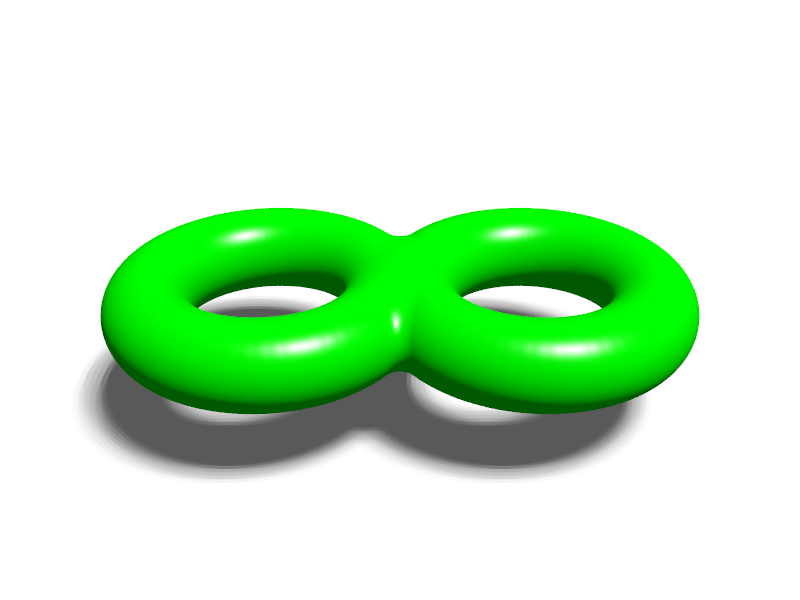
A nyeregfelület nemszáma 2.

A nemszám egy topológiai invariáns, ami a sima, kompakt és irányítható felületeken levő lyukak számát adja meg. Jele {\displaystyle g}.
Egy felület nemszáma, vagy neme azoknak az egyszeresen összefüggő zárt görbéknek a maximális számával egyezik meg, amelyek mentén szétvágva a felületet a felület összefüggő marad.
Az {\displaystyle S^{2}} gömbfelület nemszáma 0, mivel nincsenek rajta lyukak, vagyis bármely egyszerű zárt görbe mentén szétvágva szétesik.
A tóruszfelület nemszáma 1, mert a tengelyére merőlegesen egy kör mentén felvágva egyben marad. Minden további vágás már több darabra osztja.
Zárt felületekre a {\displaystyle \chi } Euler-karakterisztika és a g nemszám összefüggése:
χ = 2 - 2g
Általánosabban, ha a felület határa b komponensből áll, akkor:
χ = 2 − 2g − b.

### Nem irányítható felületek
A nem irányítható felületek nemszáma a keresztsapkák számát adja meg. Az Euler-karakterisztikával is számítható:
χ = 2 − k
ahol k a nem irányítható felület nemszáma.
A projektív sík nemszáma 1.
A Klein-palack nemszáma 2.

### Csomók
Egy csomó nemszáma megegyezik Seifert-felületeinek minimális számával. A Seifert-felület egy határolt sokaság, aminek határa a csomó, vagyis a határ homeomorf a körrel. Ennek a felületnek a nemszámát annak a felületnek a nemszámával definiálják, amit úgy kapunk, hogy a határra körlapot ragasztunk.

### Gráfok
Egy gráf nemszáma az a legkisebb szám, amilyen nemű felületre a gráf élátmetszés nélkül felrajzolható. A síkgráfok felrajzolhatók gömbre élátmetszés nélkül, tehát nemszámuk 0.
Egy gráf nem irányítható nemszáma az a legkisebb nemszám, amilyen nemű nem irányítható felületre felrajzolható élátmetszés nélkül.
Ha n a gráf Euler-nemszáma, akkor n azoknak a számoknak a minimuma, hogy a gráf élátmetszés nélkül n nemszámú nem irányítható felületre, vagy n / 2 nemszámú irányítható felületre felrajzolható.
A topológiai gráfelméletben többféleképpen is definiálják egy csoport nemszámát. Arthur T. White definíciója szerint egy csoport nemszáma megegyezik összefüggő irányított Cayley-gráfjainak nemszámával.
A gráfok nemszáma NP-teljes probléma.

## Algebrai geometria
A projektív algebrai görbékre két rokon nemszám vezethető be: az algebrai és a geometriai nem. Ha X a komplex számok fölött definiált nem szinguláris algebrai görbe, akkor ezek a definíciók ugyanazt a mennyiséget eredményezik, továbbá megegyeznek X Riemann-felületének nemszámával, amit a görbe komplex pontjai alkotnak. Az elliptikus görbék definíciója is a nemszámra támaszkodik: 1 nemszámú algebrai görbék egy adott racionális ponttal.